# Lúcio Mânlio Torquato
Lúcio Mânlio Torquato (em latim: Lucius Manlius Torquatus) foi um político da gente Mânlia da República Romana eleito cônsul em 65 a.C. com Lúcio Aurélio Cota. Os dois foram eleitos depois da condenação de Públio Cornélio Sula e Públio Autrônio Peto.

## Carreira
Torquato foi proquestor na Ásia sob o comando de Lúcio Cornélio Sula, em 84 a.C., para quem cunhou moedas em ouro e prata. Retornou a Roma juntamente com Sula e lutou na Batalha da Porta Colina. Foi eleito pretor antes de 68 a.C. e provavelmente atuou como legado de Pompeu antes dele assumir o posto de procônsul da Ásia em 67 a.C..
No ano seguinte, Torquato apresentou-se como candidato ao consulado, mas foi derrotado por Públio Cornélio Sula e Públio Autrônio Peto. Porém, ele e Lúcio Aurélio Cota acusaram os cônsules eleitos para o ano seguinte de suborno e, sob os termos da nova Lex Acilia Calpurnia, eles foram destituídos e os dois assumiram em seus lugares. Este evento levou à chamada Primeira Conspiração de Catilina, na qual, supostamente, Catilina, juntamente com Cneu Calpúrnio Pisão, Autrônio e, provavelmente, Públio Cornélio Sula também, conspiraram para assassinar os novos cônsules em 1 de janeiro de 65 a.C., data na qual assumiriam seus mandatos. Autrônio e Sula assumiriam então seus cargos como cônsules e Pisão receberia as províncias da Hispânia. O complô fracassou quando Senado suspeitou e designou guarda-costas para proteger os cônsules eleitos. Porém, durante o julgamento de Catilina por corrupção durante seu mandato como governador da África, em 65 a.C., Torquato, que era o cônsul naquele ano juntamente com Lúcio Aurélio Cota, o apoiou, mas a investigação iniciada por ele sobre a conspiração terminou de forma inconclusiva.
Em 64 a.C., Torquato recebeu a Macedônia para governar e, durante seu mandato, recebeu o título de imperator do Senado por sugestão de Cícero, que relatou suas conquistas. No outono de 63 a.C., já estava de volta a Roma e participou ativamente na supressão da Segunda Conspiração de Catilina no final do ano; depois que Cícero foi banido, em 58 a.C., lutou para trazê-lo de volta.

## Família
Torquato casou-se com uma mulher de Ásculo, que deu-lhe um filho, Lúcio Mânlio Torquato, que morreu durante a guerra civil.